# Zorromunna setifrons
Zorromunna setifrons là một loài chân đều trong họ Munnidae. Loài này được Menzies & George miêu tả khoa học năm 1972.